# Francesco Valiani
Francesco Valiani (ur. 29 października 1980 w Pistoi) – włoski piłkarz występujący na pozycji pomocnika.
W swojej karierze rozegrał 150 spotkań i zdobył 5 bramek w Serie A.